# Timematodea
Timematodea vormen een onderorde van de wandelende takken (Phasmatodea). Ze hebben de kunst van de camouflage tot op grote hoogte gedreven en lijken sterk op al dan niet dorre takken, zodat ze voor hun natuurlijke vijanden moeilijk te ontdekken zijn. De soorten uit de onderorde komen voor in het westen van Noord-Amerika.

## Taxonomie
- Familie Timematidae - Caudell, 1903
  - Geslacht Timema - Scudder, 1895